# Kremlin de Verkhotourié
Le kremlin de Verkhotourié (en russe : Верхотурский кремль, Verkhotourski kreml') est un ensemble architectural qui se trouve dans la ville sibérienne de Verkhotourié dans l'okroug de Verkhotourié, en oblast de Sverdlovsk. Il est situé sur la rive gauche de la Toura, dans le centre de la ville. Ce complexe fortifié, dont la fondation remonte au tournant des XVIIe – XVIIIe siècles, est l'une des deux places fortes de Sibérie toujours existantes avec le kremlin de Tobolsk. Il est le plus jeune et le plus petit kremlin de toute la Russie.
Au cours des XVIIIe au XXe siècles, quelques bâtiments s'y ajoutent, dont une caserne de pompiers et un bâtiment du trésor. Il est jusqu'au XIXe siècle, siège du voïvode de la ville. Il comprend aussi la cathédrale de la Sainte-Trinité depuis peu après sa fondation. Abîmé au cours du temps, il est progressivement restauré à partir des années 1990 par le gouvernement régional, puis les rénovations sont accélérées dès 2010 au sein d'un programme pour restaurer les monuments de la ville.

## Géographie

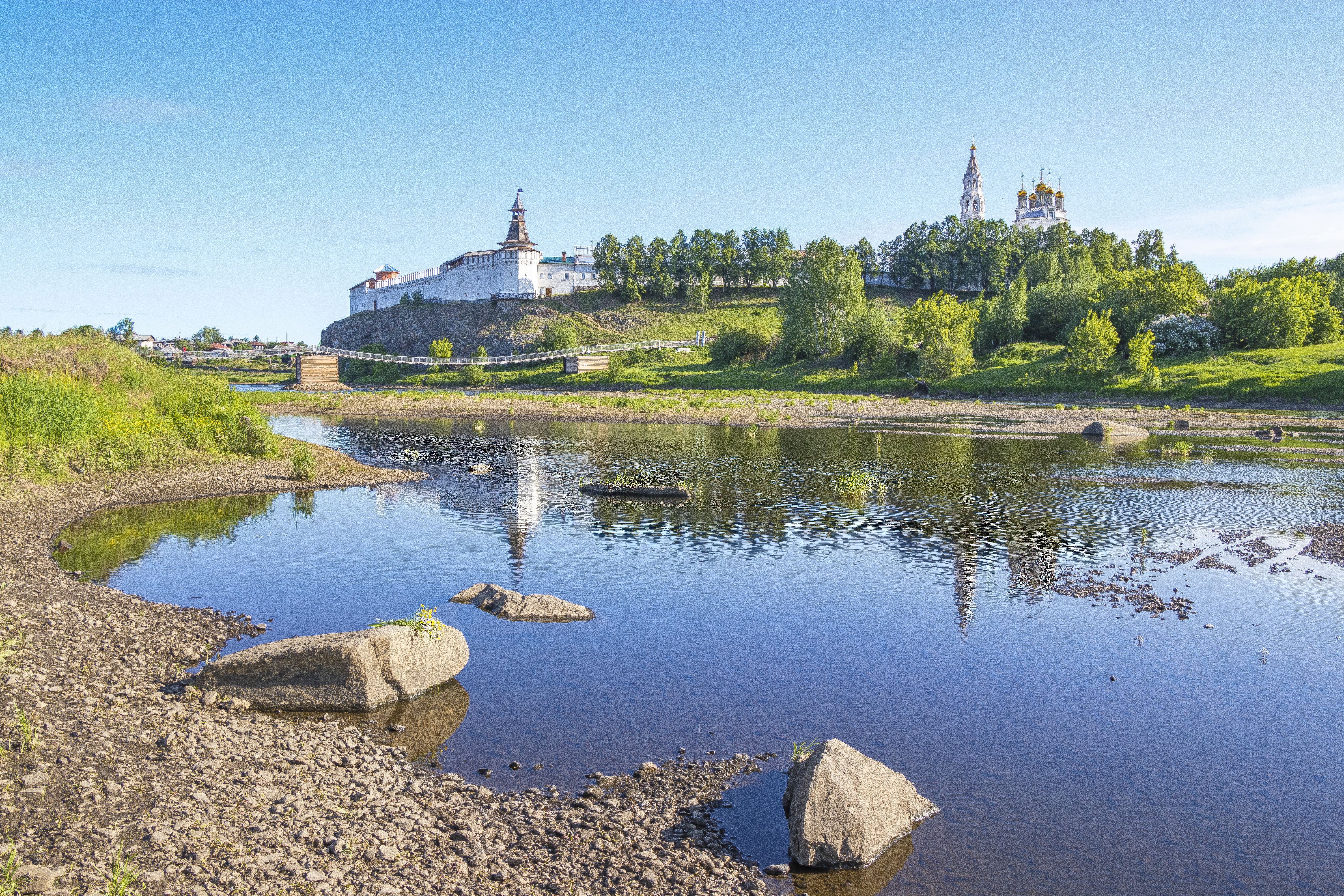
Le kremlin depuis l'autre rive de la Toura.

Le kremlin de Verkhotourié se situe en Russie, dans l'oblast de Sverdlovsk, dans l'okroug urbain de Verkhotourié. Il se trouve en Sibérie, sur le territoire de la ville de Verkhotourié, dans l'Oural central. Il s'élève sur un promontoire haut de 25 mètres sur la rive gauche de la rivière, nommée la pierre de la Trinité (en russe : Троицком камне). La Toura, un affluent de rive gauche du Tobol, coule en contrebas. La Kalatchik, un petit affluent, se jette dans la Toura sur le côté nord-ouest du complexe.
Le kremlin est situé dans le centre historique de la ville. Juste au nord du kremlin se trouve le monastère Saint-Nicolas avec l'imposante cathédrale de l'Élévation-de-la-Croix ainsi que l'église de la Transfiguration. En contrebas au-dessus de la rivière se trouve le pont en bois construit en 1946 sur la Toura. Le kremlin donne sur la place de la ville. Son adresse est le no 8 de la rue Soviétique. Un arrêt de bus se situe proche de l'entrée, où passe la ligne no 6 du réseau urbain qui mène une fois par heure à la gare de la ville,.

## Histoire

### Premier kremlin
La ville de Verkhotourié a été fondée en 1597 sur le site d'une colonie Mansis nommée Neromkar par des cosaques russes qui étaient en expédition sur la rivière Toura. Les Russes ont construit des cabanes en rondins sur le promontoire sur la Toura. Une forteresse en bois apparut sur le promontoire, où une garnison Streltsy fut installée. Peu après, les douanes s'installèrent dans la ville, et comme il était interdit d'utiliser d'autres routes commerciales, la ville avait le contrôle de la seule route vers la Sibérie, la rendant riche.
Cette première forteresse en bois était constituée d'une double rangée de rondins et d'un rempart en terre. Le kremlin a été reconstruit et agrandi à plusieurs reprises.

### Second kremlin et ajouts
Mais en 1700, lors d'un violent incendie, il fut totalement détruit. Après cela, il fut décidé de construire uniquement en pierre dans la ville, le kremlin et la ville reprenant alors les codes du baroque sibérien. Entre 1703 et 1709, la cathédrale de la Sainte-Trinité fut construite dans l'enceinte du kremlin. Le kremlin fut lui reconstruit de 1703 à 1712, faisant de lui le plus jeune de Russie, en devançant le kremlin de Tobolsk entamé quelques années plus tôt. C'est une fois que la cathédrale fut finie que les murs de la forteresses furent entamés. Par ailleurs en 1703, les granges du Gouverneurs furent construites.
Lors de cette reconstruction, des constructeurs moscovites ont été envoyés sur le chantier, une usine de brique et une école de maçons et d'architectes ont été installée dans la ville. D'ailleurs, même si depuis la fondation de Saint-Pétersbourg en 1703 il était interdit de construire en pierre en Russie, les kremlins de Tobolsk et de Verkhotourié furent exemptés.
Durant le XVIIIe siècle, il est le siège du gouverneur local, puis à partir de 1802, il abrite un zemstvo et un tribunal d'ouïezd. En 1801, la maison du voïvode est construite, puis les chambres d'ordre (tribunal) entre 1825 et 1830. Dans le kremlin sont installées une cuisine, des granges et d'autres installations pour les besoins des citadins. En 1880, une caserne de pompiers est construite dans l'enceinte, et en 1912-1913 un bâtiment en brique pour le trésor de l'ouïezd. En 1913 et 1914, les granges du Gouverneur furent reconstruites.

Au XIXe siècle, une partie des murs du kremlin disparaît.

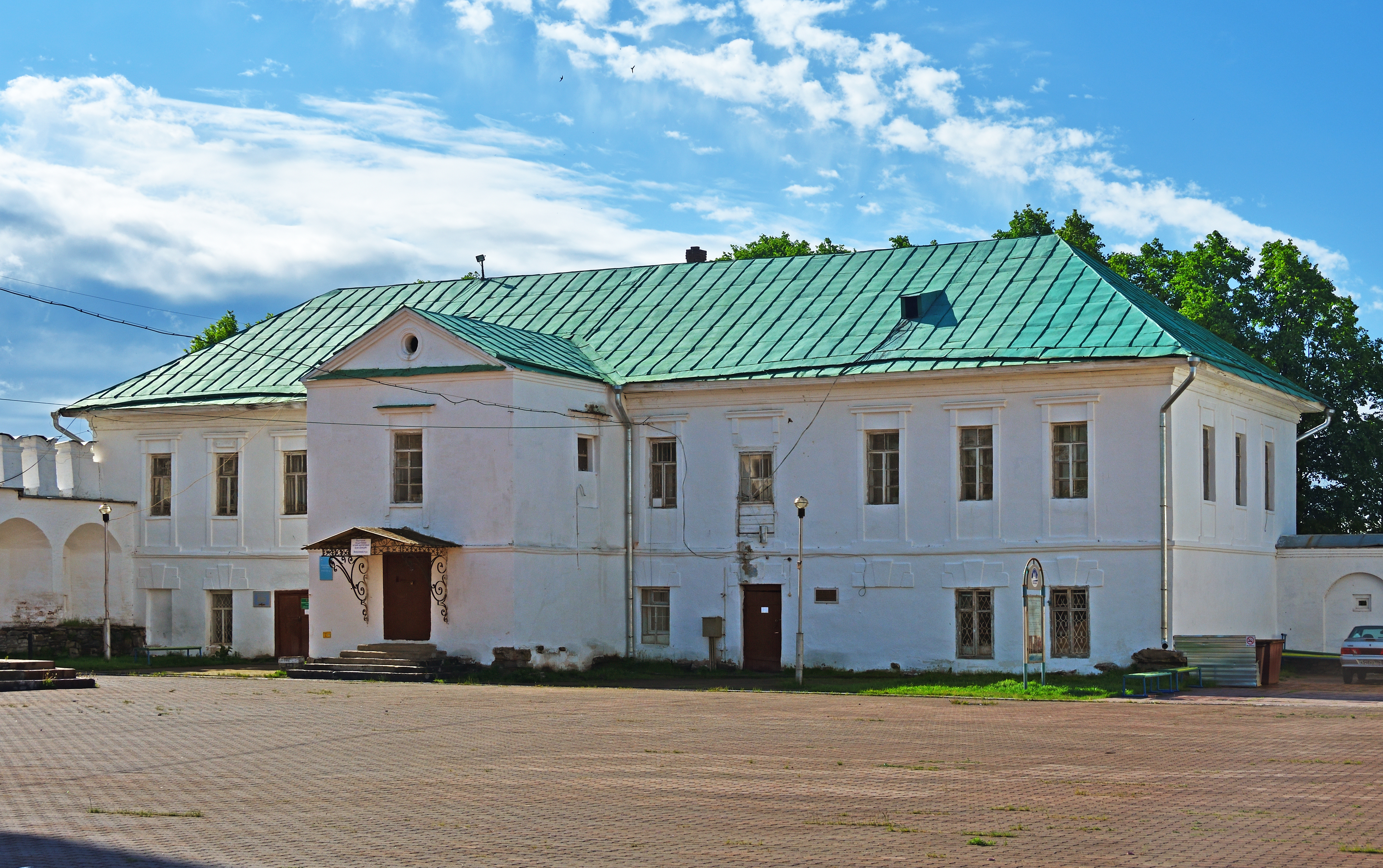
Chambre d'ordre.
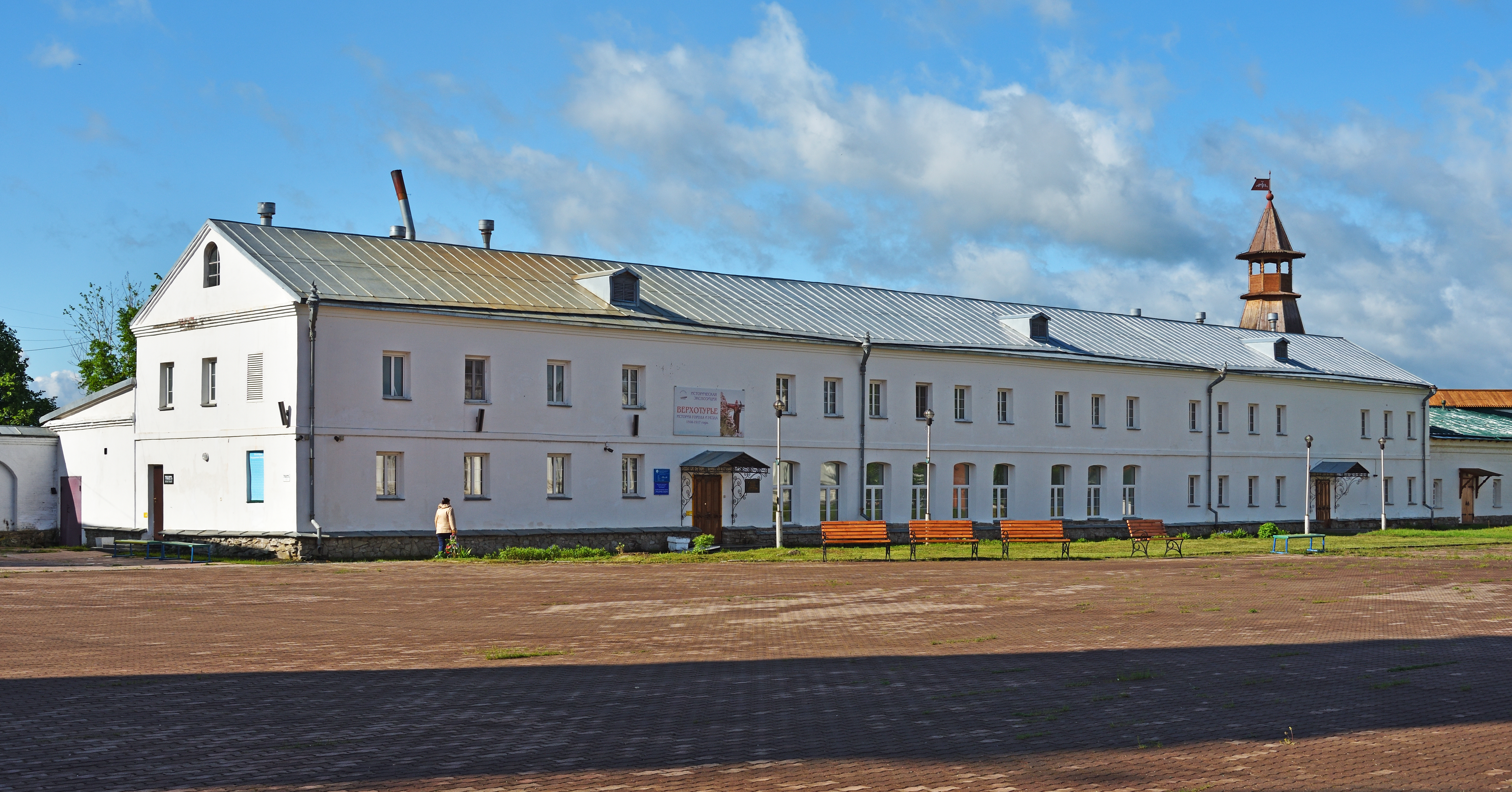
Les granges.
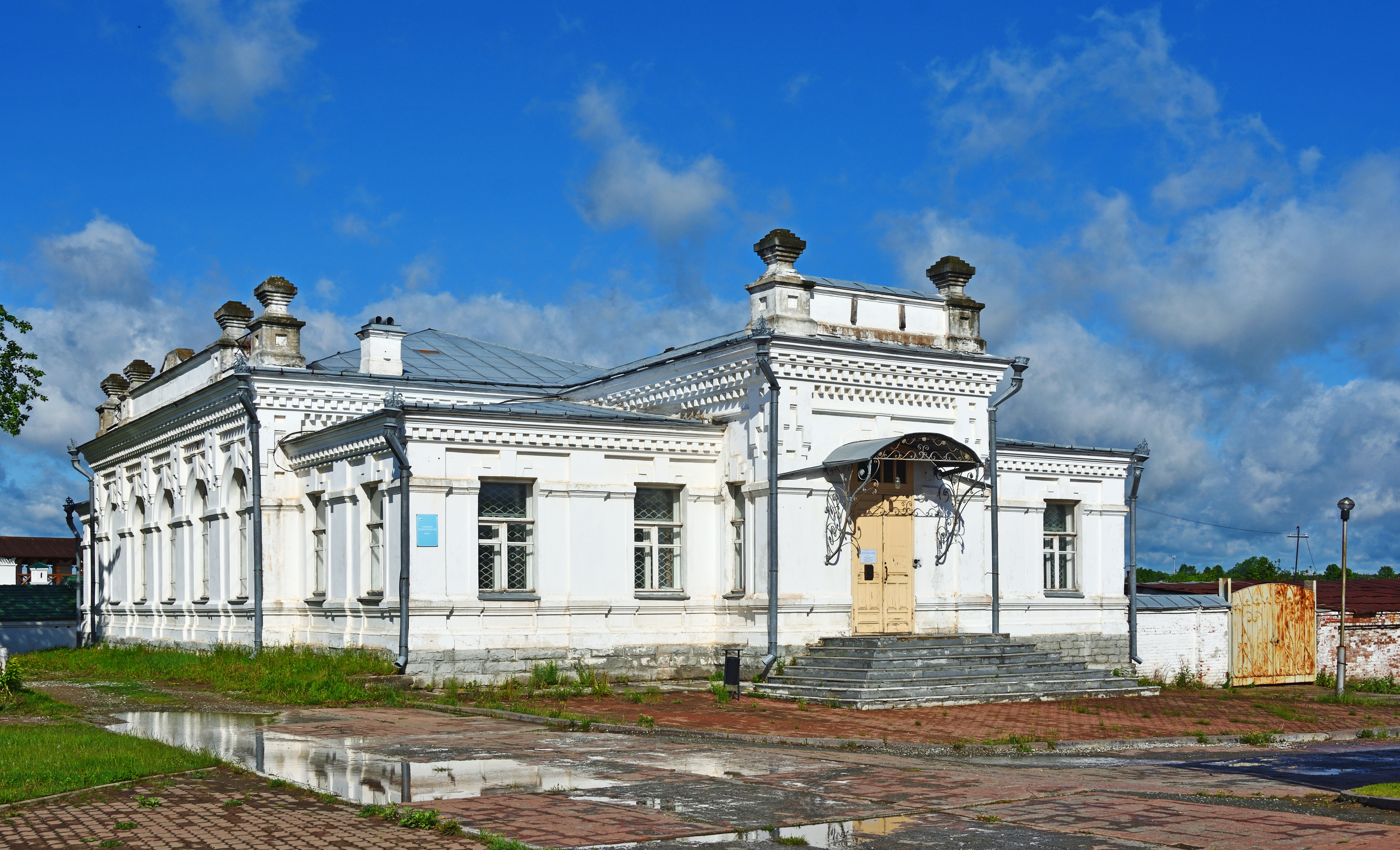
Le trésor.
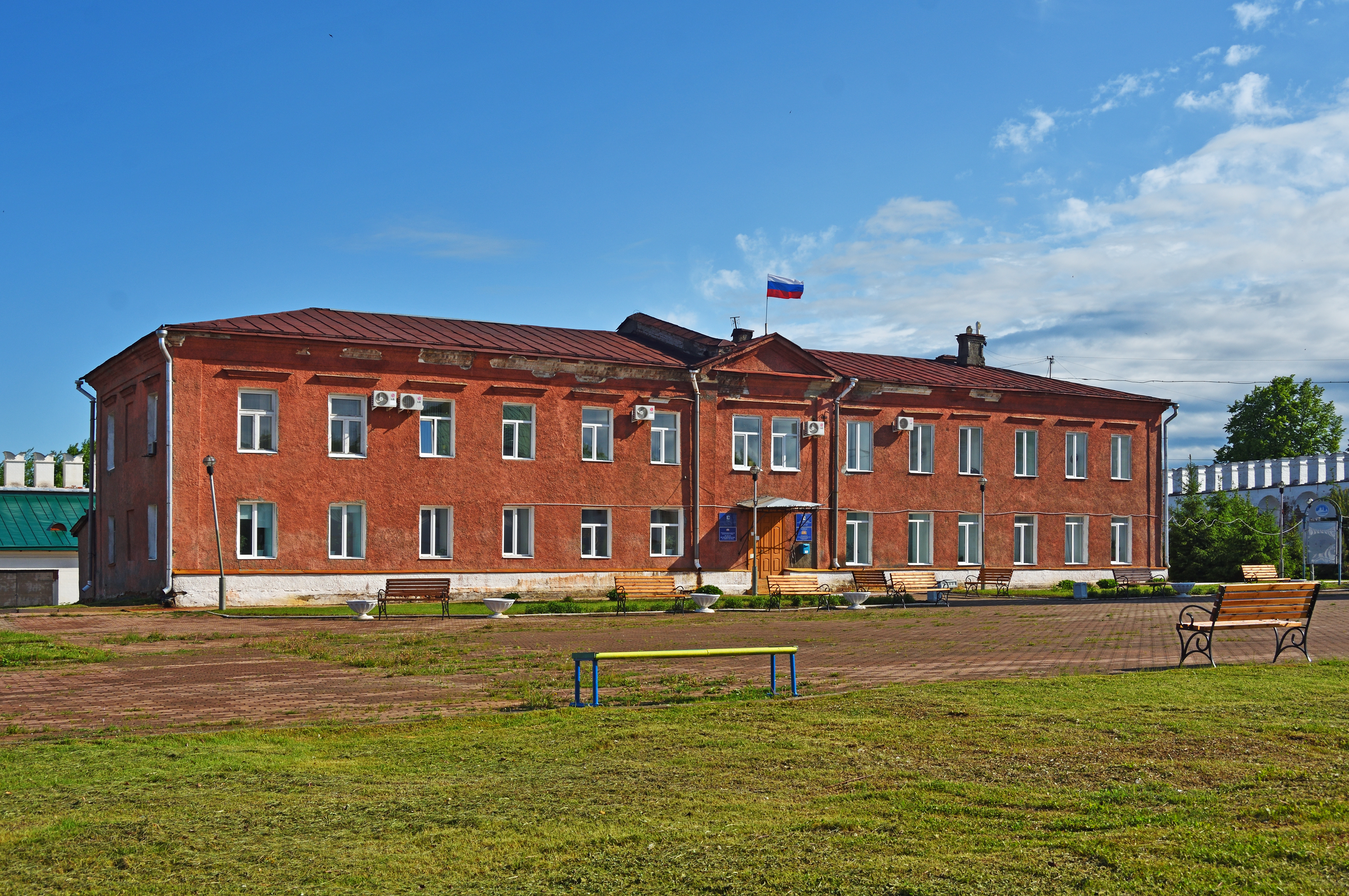
Maison du gouverneur.

### Histoire contemporaine
Par décision du Comité exécutif de l'oblast de Sverdlovsk du 18 février 1991, le site est classé comme objet patrimonial culturel d'importance régionale.
Dans les années 1990, le gouverneur de l'oblast de Sverdlovsk Edouard Rossel (en) lance la renaissance de la ville de Verkhotourié, avec la restauration d'églises, cathédrales, bâtiments anciens et d'autres monuments. Au cours des années, le financement se réduit, mais en 2010, le programme régional « Verkhotourié - le centre spirituel de l'Oural » est adopté pour continuer les restaurations, y compris du kremlin.
En 2018, le musée-réserve de Verkhotourié, propriétaire du kremlin, dénombre 50 000 touristes.

## Description
L'ancienne maison du voïvode est aujourd'hui un musée, tout comme les granges du voïvode. Il y a trois salles d'exposition, montrant des objets ménagers des siècles précédents, des photographies rares, des documents, dessins et cartes anciennes. Le musée a aussi des costumes et des produits de l'artisanat de la région de l'Oural. Il y a une exposition permanente nommée « Verkhotourié. Histoire de la ville et de l'ouïezd. 1598 – 1917 », qui montre les anciennes douanes et d'autres objets.
Il y a une exposition dédiée à Ievgueni Bourine, premier photographe de la ville du début du XXe siècle avec ses photographies. Une exposition sur la route de Babinov (en) a été installée, route qui était pendant longtemps le moyen le plus cours de traverser l'Oural, qui fut ouverte en 1597, allant de Solikamsk à Verkhotourié, et une autre exposition dédiée au sous-marin nucléaire K-51 Verkhotourié. Depuis 2018, il y a une exposition intitulée « Prisons du XVIIIe siècle » qui montre les conditions des prisons de l'époque, et de ceux la fréquentant, souvent des personnes condamnées à l'exode en Sibérie, dont l'archiprêtre Avvakoum.
Il est prévu d'ouvrir un café dans le kremlin, et des représentations théâtrales et autres fêtes sont régulièrement organisées dans le kremlin.
L'entrée dans le kremlin est gratuite, mais le musée est payant.

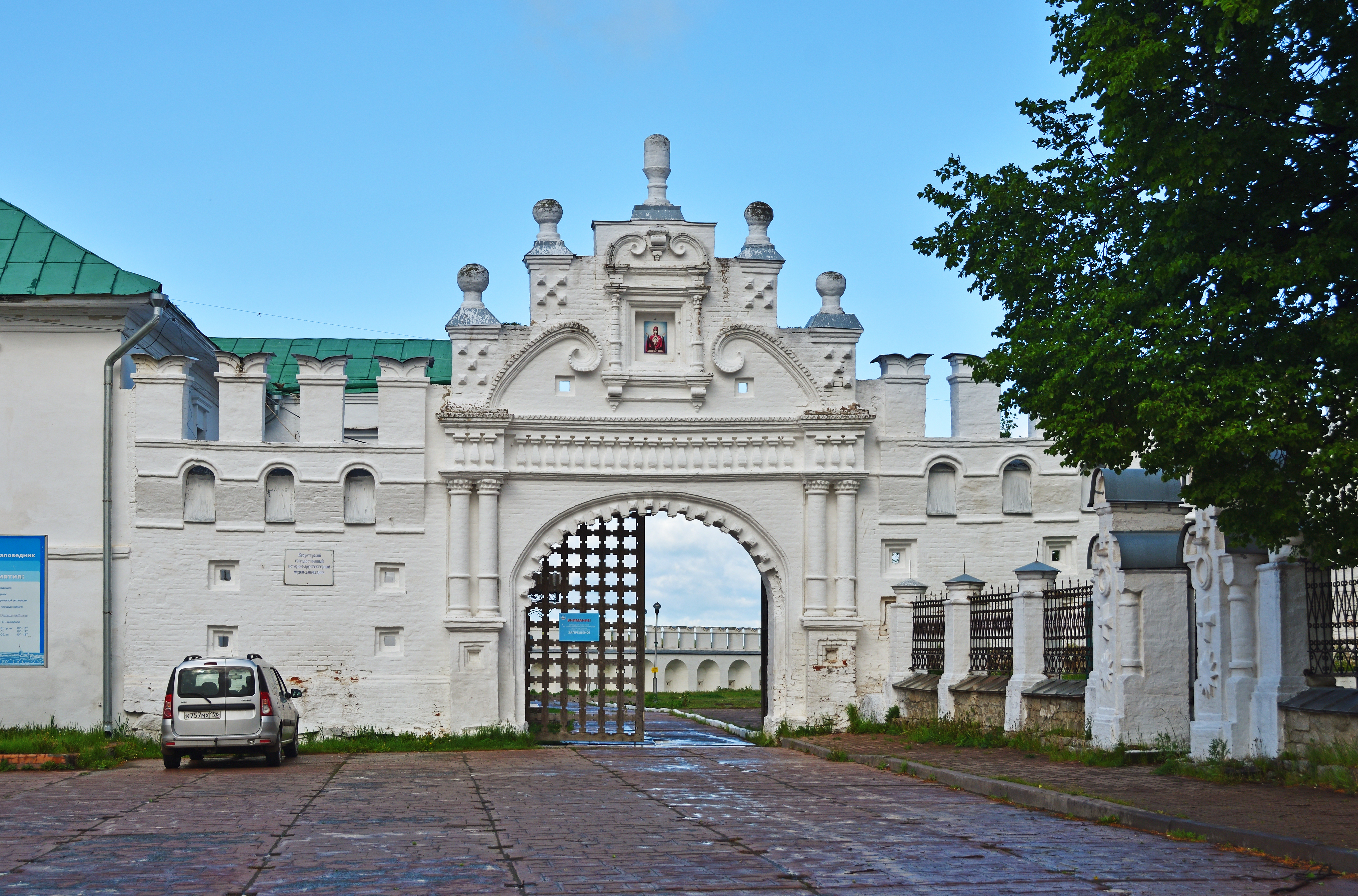
Porte sud.
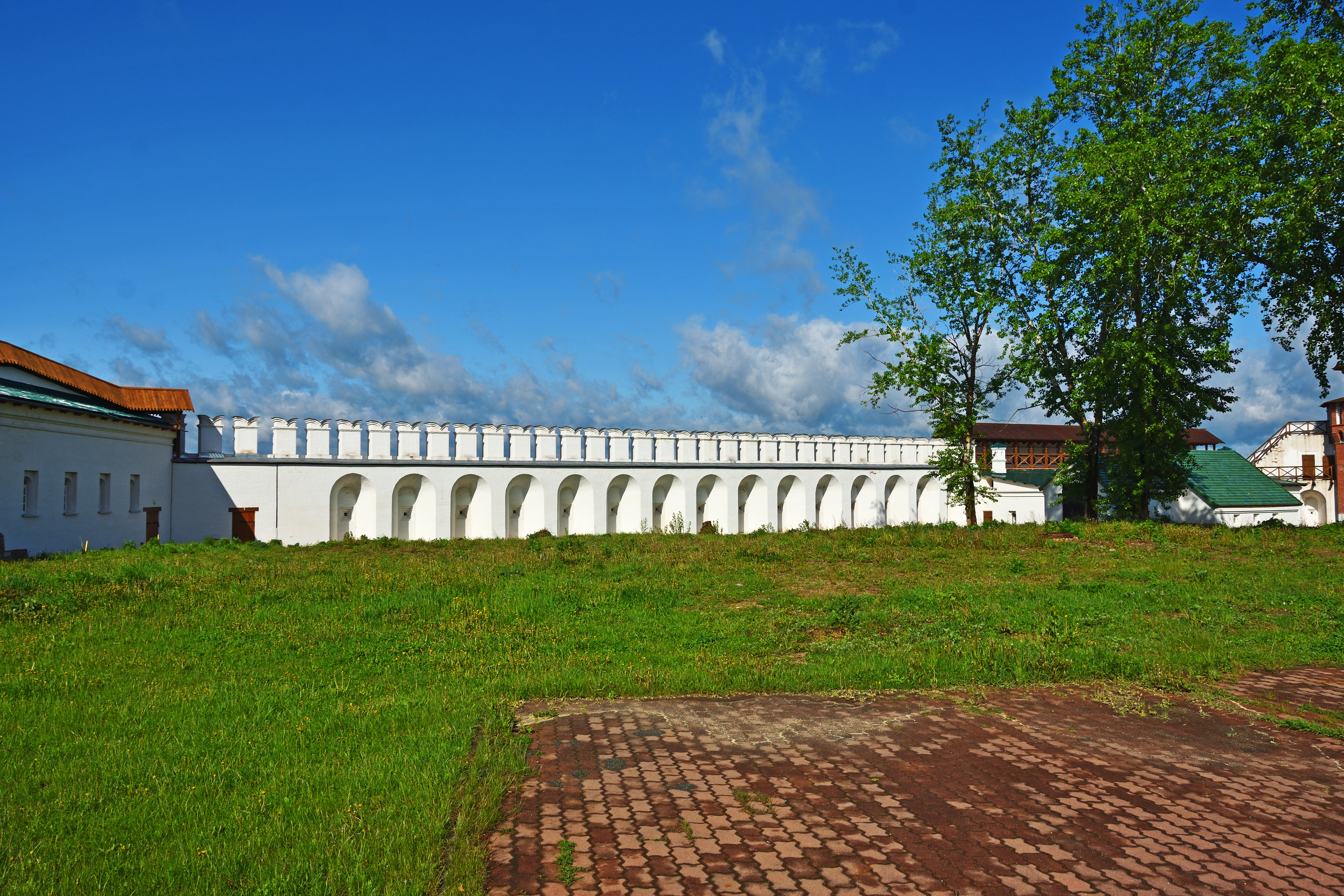
Mur nord.
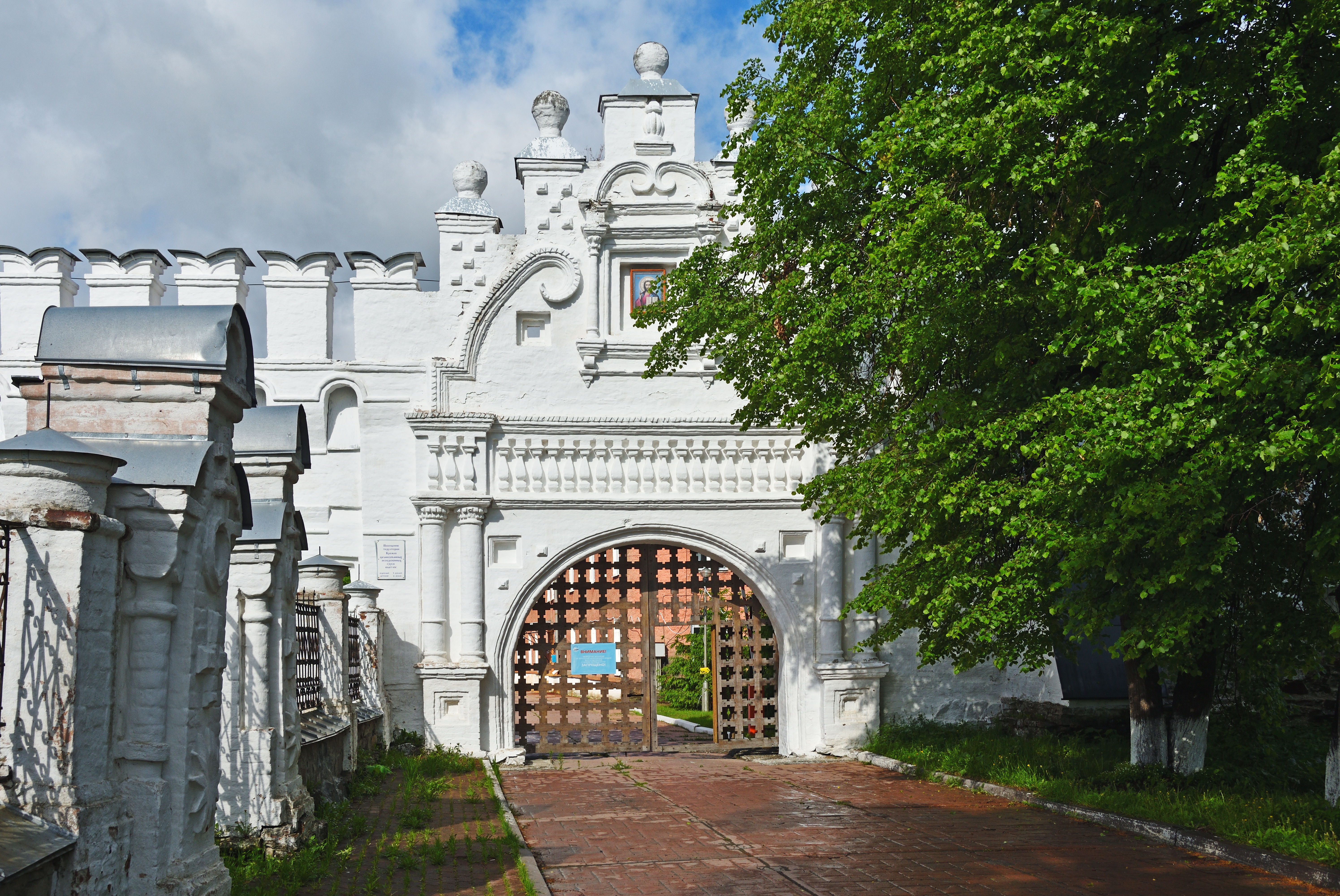
Porte nord.
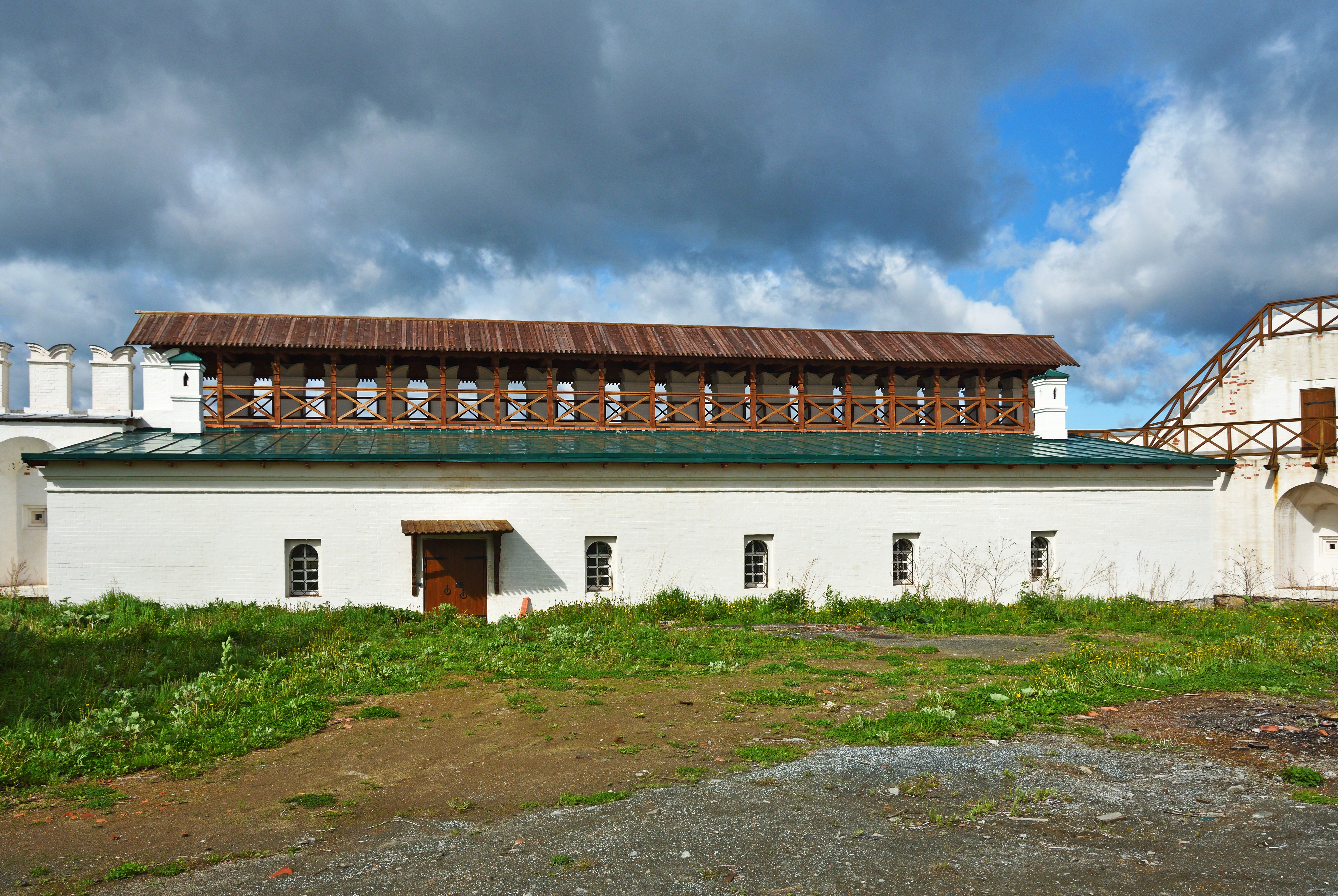
Garde-manger.
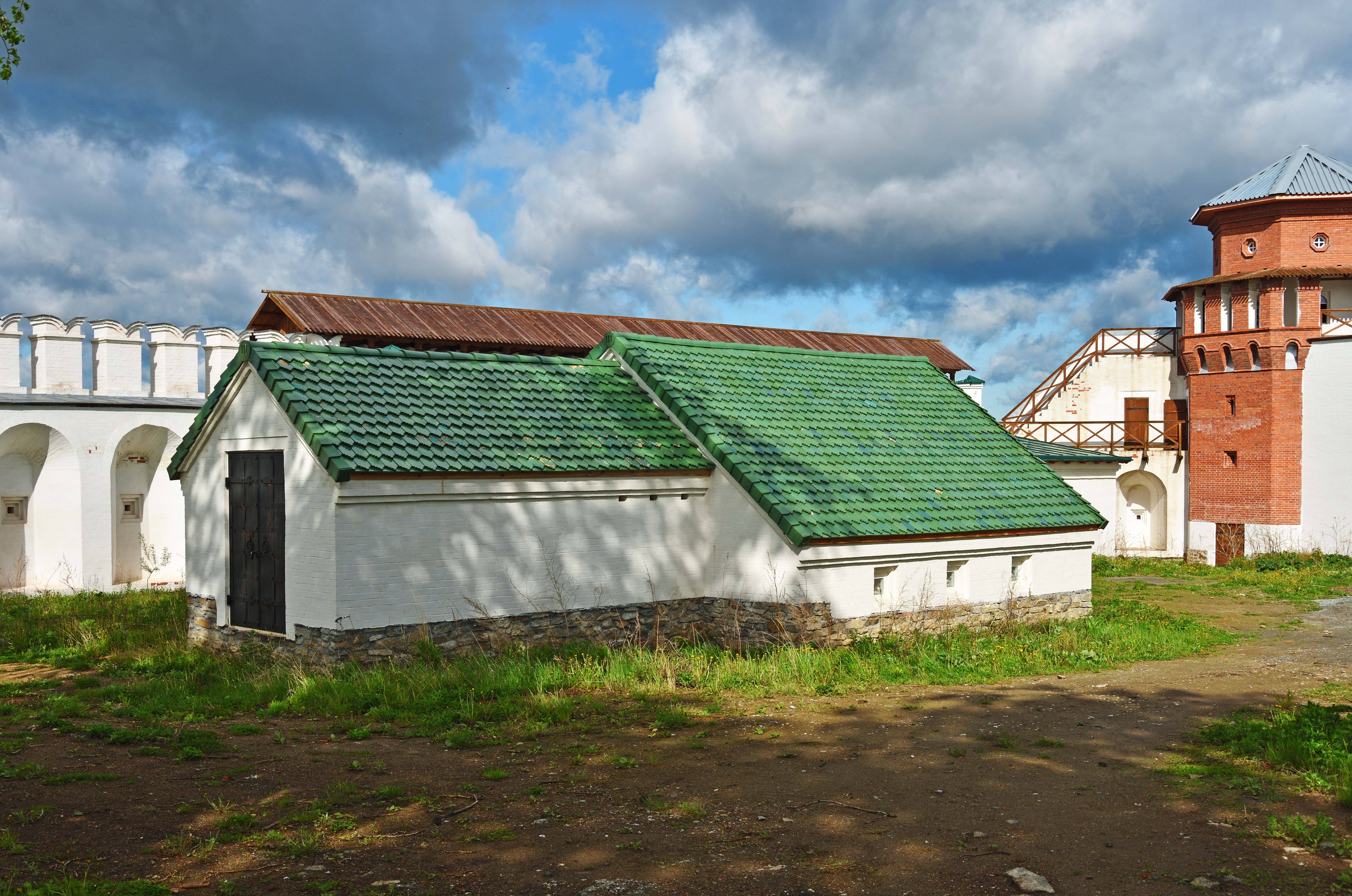
Cave à poudre.

## Galerie

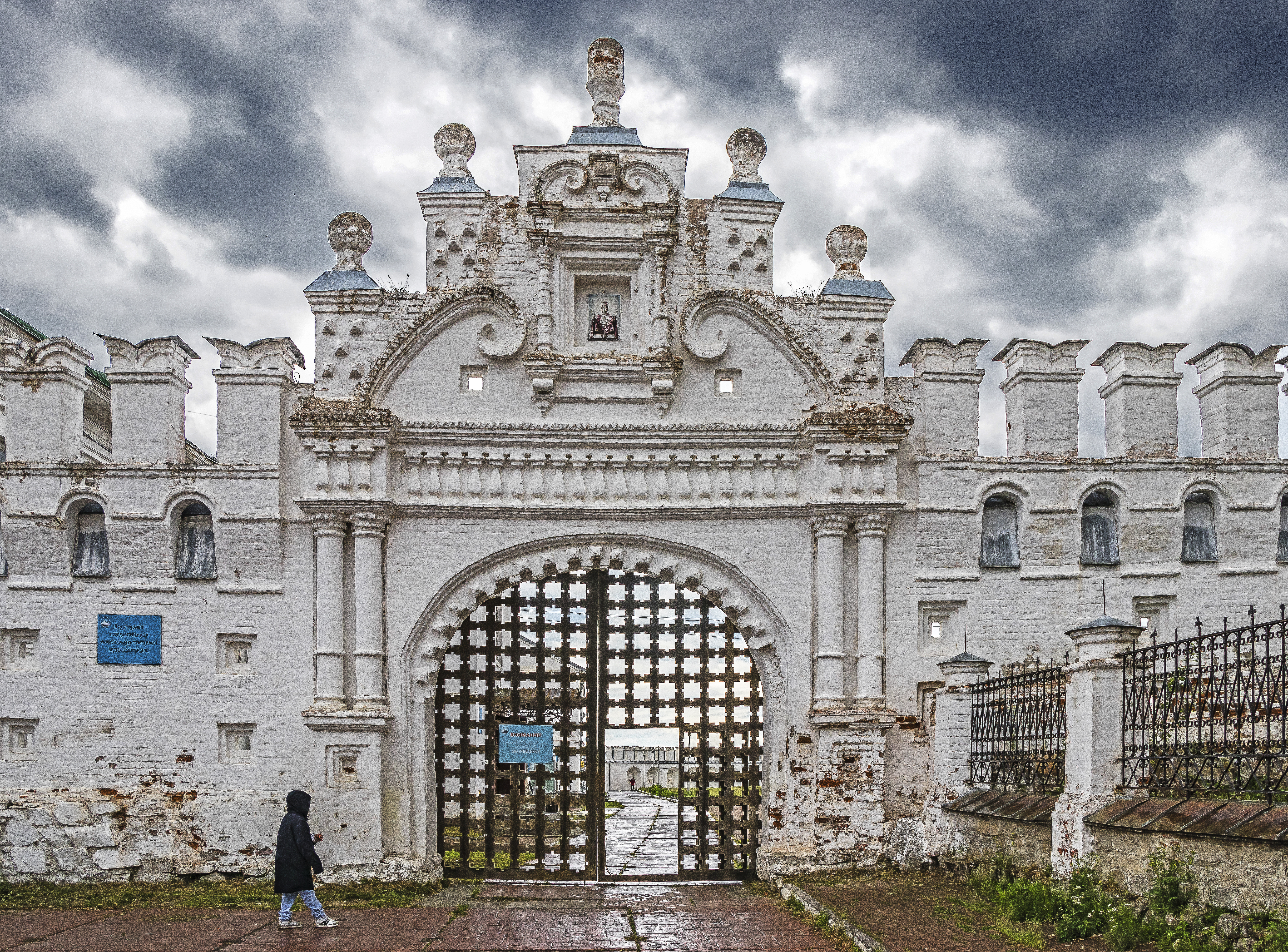
Porte sud du kremlin.
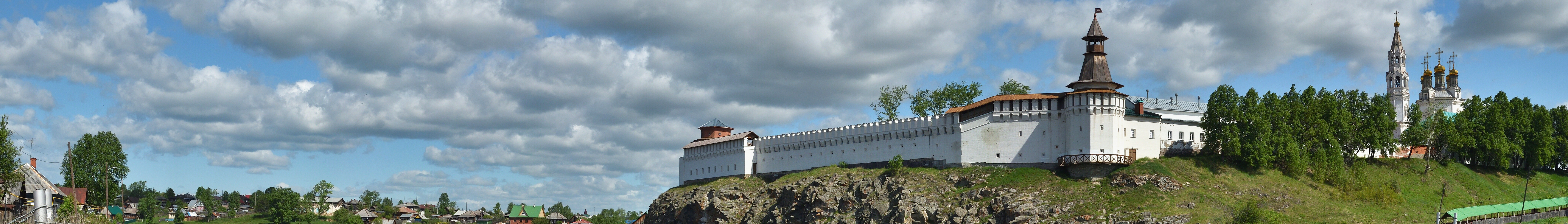
Vue du kremlin.
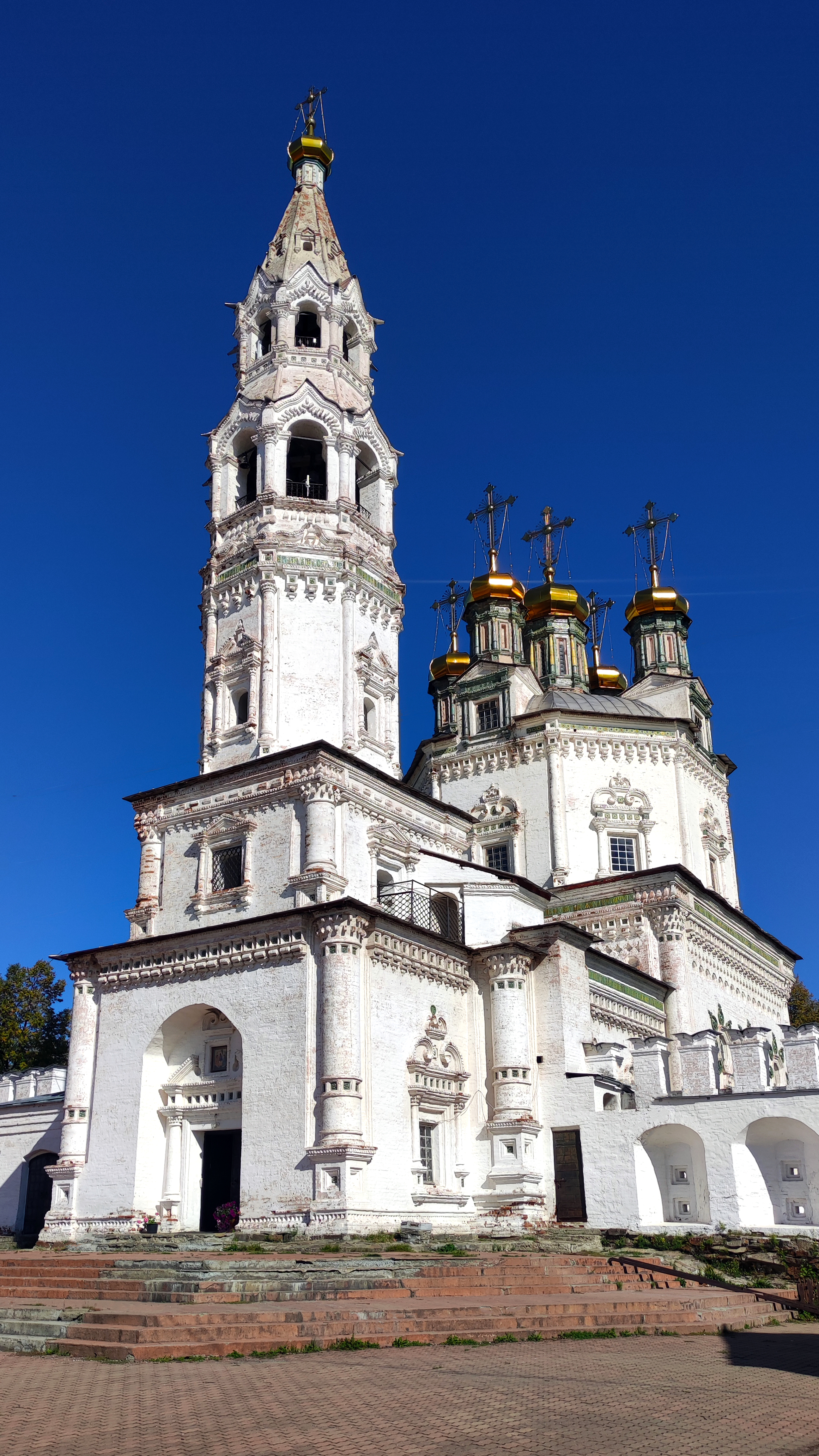
Cathédrale de la Sainte-Trinit.